# ジョン・ギルバート・ベイカー

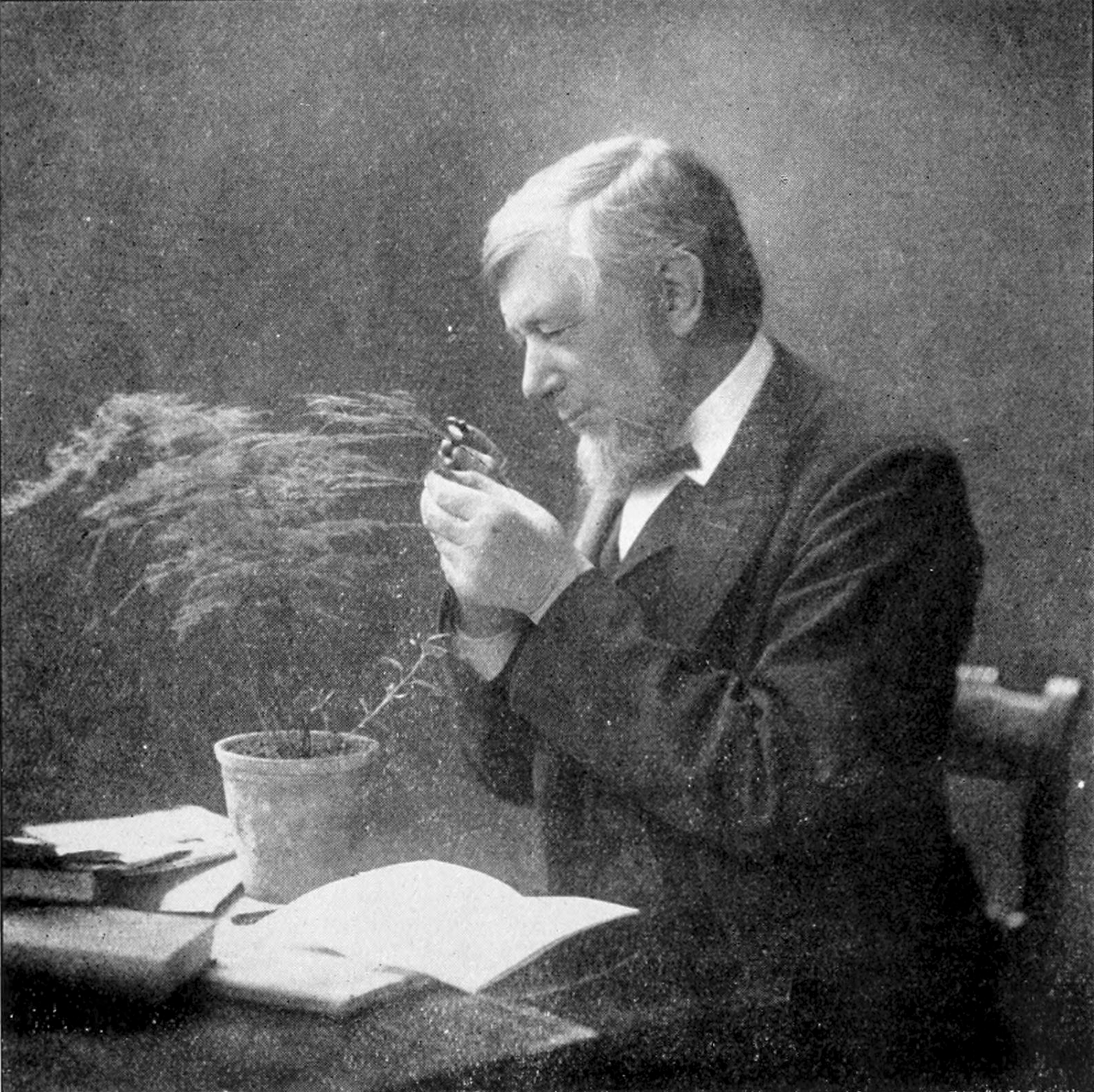
John Gilbert Baker（1906年）

ジョン・ギルバート・ベイカー（John Gilbert Baker、1834年1月13日 - 1920年8月16日）は、イギリスの植物学者である。

## 生涯
ヨークシャー州のギズボロー（Guisborough）で衣類や食品の商店主の息子に生まれた。14歳でクエーカー教徒の学校を卒業すると、家族の仕事を手伝った。12歳の頃から植物採集を始め、1849年に植物学雑誌"The Phytologist" に短い記事を書いた。1854年には、ジョン・ノーウェル（John Nowell）とともに、1940年にヘンリー・ベインズ（Henry Baines）が出版した、『ヨークシャーの植物』（"Flora of Yorkshire"）の増補改定を行った。
ロンドン植物学会が植物交換会の開催を中止した時、ベイカーは所属するサークス博物協会が、交換会開催の継続を主張し、1859年からサークス植物交換クラブの事務長、学芸員となった。本格的な著作として、"North Yorkshire: Studies of its Botany, Geology, Climate and Physical Geography" を1863年に出版した。1864年に火事で標本などを失うが、同年、雑誌"The Naturalist"にイギリスのバラに関するレビューを執筆した。その後も "Journal of Botany, British and Foreign"などに論文を執筆した。
1866年から1890年の間、王立植物園（キューガーデン）の栽培園の助手などで働いた後、学芸員になり、1899年まで続けた。1866年にロンドン・リンネ協会の会員となり、2度、副会長を務めた。1899年にはリンネ・メダルを受賞した。1878年に王立協会のフェローに選ばれた。1907年にヴィクトリア・メダルを受勲した。1919年にリーズ大学から名誉博士号を受けた。
ヤドリギ科のバケレラ属（Bakerella）などに献名されている。
息子のエドモンド・ギルバート・ベイカーも植物学者となった。

## 著書
- A supplement to Baines’ Flora of Yorkshire. Pamplin, London 1854.
- The flowering plants and ferns of Great Britain. Cashs, London 1855.
- North Yorkshire: Studies of its Botany, Geology, Climate and Physical Geography. London 1863 (online).
- A new flora of Northumberland and Durham. Williams & Norgate, London 1868.
- Flora of Mauritius and the Seychelles. Reeve, London 1877 (online).
- A flora of the English Lake District. Bell, London 1885 (online).
- Handbook of the fern-allies. Bell & Sons, London 1887 (online).
- Handbook of the Amaryllideae, including the Alstroemerieae and Agaveae. Bell & Sons, London 1888 (online).
- Handbook of the Bromeliaceae. Bell & Sons, London 1889 (online).
- Handbook of the Irideae. Bell & Sons, London 1892 (online).
- The Leguminosae of tropical Africa. Erasmus, Gent 1926–1930 (post mortem).